# Diadocidia fissa
Diadocidia fissa är en tvåvingeart som beskrevs av Zaitzev 1994. Diadocidia fissa ingår i släktet Diadocidia och familjen slemrörsmyggor. Arten har ej påträffats i Sverige. Inga underarter finns listade i Catalogue of Life.